# Ole Wedel Nielsen
Ole Wedel Nielsen (født 10. marts 1965), ofte blot kendt som Ole Wedel, er en dansk tv-personlighed og tidligere lokalpolitiker. Han blev kendt i 2004 gennem tv-dokumentaren 48 timer – købt fri til kærlighed på TV Danmark, hvor han rejste til Thailand for at finde kærligheden. Programmet skildrede hans møde med den thailandske kvinde Tuk, som han senere blev gift med.
Fra 2014 til 2017 var han medlem af Halsnæs Kommunes byråd for Dansk Folkeparti, men opnåede ikke genvalg i 2017. 
Ole Wedel Nielsen er kendt for sin karakteristiske talemåde og humoristiske stil. Han har ofte afsluttet sætninger med frasen "sååå det..." og er særligt kendt for sit karakteristiske grin, ofte gengivet som "wehehaaa", hvilket har gjort ham til en kultfigur på sociale medier. 

## Tidlige liv og opvækst
Ole Wedel Nielsen blev født den 10. marts 1965 i Bogense på Fyn, men flyttede som barn til Sjælland, da hans far fik arbejde som lokomotivfører. I en podcast fra 2025 beskrev han familiens flytning:  
"Den gamle, han kørte ved Bogensebanen, men den fik jo dødstødet. Og så ville han jo gerne fortsat med at køre private bane-kørsel, og så søgte han job herovre, så rykkede vi herovre som bådeflygtninge med Storebæltsfærgerne, altså."
Han voksede op som enebarn i en familie med ældre forældre. Hans far døde, da han var 17 år, og han boede derefter alene med sin mor i mange år. I podcasten har han fortalt, at hans mor havde svært ved at tilpasse sig de moderne tider:  
"Hun troede, vi stadig levede i 1930'erne."
Ole Wedel Nielsen har beskrevet sin skoletid som præget af udfordringer, da han følte sig holdt tilbage af sine forældres konservative tilgang til opdragelse. Han har blandt andet nævnt, at han ikke måtte få moderne tøj eller få håret klippet som de andre børn.
Hans interesse for tog og jernbaner blev grundlagt i barndommen, hvor han ofte var med sin far på arbejde. Han har udtalt, at han allerede som 10-årig vidste, hvordan man kørte et lokomotiv:  
"Jeg siger jo, som 10-årig var jeg i stand til at køre lokomotiv, og så tror mange, ej, den er god med dig."

## Uddannelse og arbejde
Ole Wedel Nielsen blev student, men har fortalt, at han oplevede udfordringer i skolen, da han følte sig begrænset af undervisningssystemet. Han har senere taget flere økonomiske eksamener og næsten færdiggjort en datamatikeruddannelse, men afsluttede aldrig sit speciale.
I podcasten fortalte han, at han trods gode eksamensresultater havde svært ved at finde arbejde inden for sit fag:  
"Desværre ikke, fordi det knæver lidt med at finde noget. Når du kommer uden erfaring, så kan det godt være, du lægger et eksamensbevis på bordet, med 10 i gennemsnit, efter vores gode gamle 13-skala, men det hjælper ikke."
I stedet har han haft en lang karriere inden for logistik og transport. Han arbejdede tidligere på DSB Kursuscenter Knudshoved og har senere været ansat i PostNord.
Han har også beskæftiget sig med politisk arbejde og forsøgte at blive folketingskandidat for Dansk Folkeparti, men blev ikke opstillet af partiledelsen.

## Personligt liv
Ole Wedel Nielsen er gift med Tuk, som han mødte i forbindelse med sin deltagelse i tv-programmet 48 timer – købt fri til kærlighed. Parret blev gift i 2003, og de har sammen en datter. 
Han har flere gange afvist rygter om, at han skulle være skilt, og har udtalt, at sociale medier ofte spreder misinformation om hans privatliv. 
I podcasten fortalte han, at hans datter har oplevet, at folk ofte forbinder hende med ham, hvilket hun har haft blandede følelser omkring.

### Høj IQ og skolegang
Ole Wedel Nielsen har fortalt, at han har en høj IQ, som han har fået målt til 132. Han har dog udtalt, at han følte sig begrænset i skolen, fordi lærerne ikke vidste, hvordan de skulle håndtere elever med høje evner:  
"Ja, fordi vi måtte jo ikke være foran de andre, så sad man jo og kedede sig, mens de andre lærte."
Han har overvejet at blive medlem af Mensa, men har aldrig søgt optagelse.

### Livet som offentlig person
Efter sin medvirken i tv-programmet har Ole Wedel Nielsen oplevet at blive genkendt mange steder, både i Danmark og i udlandet. I podcasten fortalte han, at han er blevet genkendt i blandt andet Hamborg, Paris og Bangkok af danske turister.
Han har også oplevet, at hans berømmelse har ført til usande historier om ham og hans familie i medierne. I en lokal politisk sammenhæng blev han engang fejlagtigt anklaget for at være skilt, hvilket han måtte korrigere offentligt. 

### Interesser og fritid
Ole Wedel Nielsen har en stor passion for tog og jernbaner, som han har haft siden barndommen. Han har fortalt, at han som barn lærte at køre lokomotiv af sin far og stadig har en stor interesse for jernbanehistorie.
Derudover er han kendt for sin glæde ved karaoke og har flere gange sunget på Dyrehavsbakken i selskab med venner.
Han har også udtalt sig som stor beundrer af rejse- og erhvervsmanden Simon Spies, som han har kaldt en af sine inspirationskilder.

## Karriere og offentlig kendthed

### Tv-optrædener
Ole Wedel Nielsen blev landskendt i 2004, da han medvirkede i tv-dokumentaren 48 timer – købt fri til kærlighed på TV Danmark. Programmet fulgte danske mænd, der rejste til Thailand for at finde en partner. Under optagelserne mødte han Tuk, som han senere blev gift med. 
Efter sin tv-eksponering har han medvirket i flere underholdningsprogrammer, herunder quizzen Jeopardy!. Han har udtalt, at hans kone på et tidspunkt forbød ham at deltage i flere tv-programmer.
I podcasten Ikke et ord om politik delte han en humoristisk samtale med Morten Messerschmidt om, hvorfor han ikke laver mere tv :
- Morten Messerschmidt: "Kunne du tænke dig at være med i flere?"
- Ole Wedel Nielsen: "Det må jeg ikke for moar…"
- Morten Messerschmidt: "Ej, men nu er mor her jo ikke længere."
- Ole Wedel Nielsen: "Nu tænker jeg på konen."

### Politisk karriere
I 2013 gik Ole Wedel Nielsen ind i politik og opstillede for Dansk Folkeparti ved kommunalvalget i Halsnæs Kommune. Han blev valgt ind og sad i byrådet fra 2014 til 2017.  Ved kommunalvalget i 2017 opnåede han ikke genvalg.
Under sin tid i lokalpolitik blev han kendt for sin utraditionelle stil. I en politisk bagedyst bagte han en kage formet som en grænsebom til EU, hvilket blev omtalt i lokale medier. 
Han har senere forsøgt at blive folketingskandidat for Dansk Folkeparti, men blev ikke opstillet af partiledelsen.

### Medieprofil og kultstatus
Ole Wedel Nielsen har med årene opnået en kultstatus på sociale medier, hvor han især er kendt for sin karakteristiske talemåde og sit grin, ofte gengivet som "wehehaaa". 
Hans karakteristiske måde at tale på, især hans gentagne brug af "sååå det...", har gjort ham til genstand for internet-memes og parodier. 
Stand-up-komikeren Tobias Dybvad har blandt andet parodieret hans udtalelser i under turné og i tv-programmet Dybvaaaaad!. 